# Nederlandse Vuurtoren Vereniging
De Nederlandse Vuurtoren Vereniging werd opgericht in 1992 en telt (anno 2020) ongeveer vierhonderdvijftig leden. Aanvankelijk was de belangrijkste doelstelling het verenigen van mensen met een fascinatie voor vuurtorens. De aandacht verschuift echter steeds meer naar het behoud en herbestemming van het erfgoed van kustbebakeningsobjecten zoals vuurtorens, lichtopstanden, dagmerken en lichtschepen in Nederland.
De vereniging geeft vier keer per jaar het tijdschrift de Vuurboet uit, vernoemd naar vuurboeten.